# Alaid Island
Alaid Island (Aleoets: Igingiinax̂) is het meest westelijke onbewoonde eiland van de Semichi Islands, een subgroep van de Near Islands, een eilandengroep in het uiterste westen van de Aleoeten van Alaska. Ten oosten van Alaid ligt Nizki Island, waarmee het tijdelijk verbonden is door een schoorwal.